# Safierberg
Der Safierberg (in alten Dokumenten und in der sogenannten Siegfriedkarte «Löchliberg» genannt) ist ein Saumpass in Graubünden, Schweiz, der das Safiental mit dem Rheinwald verbindet. Die Passhöhe beträgt 2486 m ü. M. Es war früher der zweite der drei Bündner Übergänge (Güner Lückli, Safierberg, Splügenpass oder rheinwaldnerisch „Urschler“) auf dem Weg vom Vorderrhein nach Chiavenna, für den die alten Bündner rund 17 Stunden benötigten.

## Sperrstelle Safierberg
Während des Zweiten Weltkriegs wurde von der Grenzbrigade 12 links und rechts des Passübergangs die Sperrstelle Safierberg (Armeebezeichnung Nr. 1282) erstellt. Sie hatte den Vorstoss eines bei der Sperrstelle Splügen durchgebrochenen Gegners Richtung Safiental zu verhindern.
- Felsenwerk Safierberg A 7855: Lmg ⊙
- Infanteriebunker Safierberg West  A 7856: Mg ⊙
- Für den Materialtransport wurde vom Talboden bis zum Safierberg die 1,4 Kilometer lange Militärseilbahn MSB103 erstellt.[1]

## Einzelnachweise

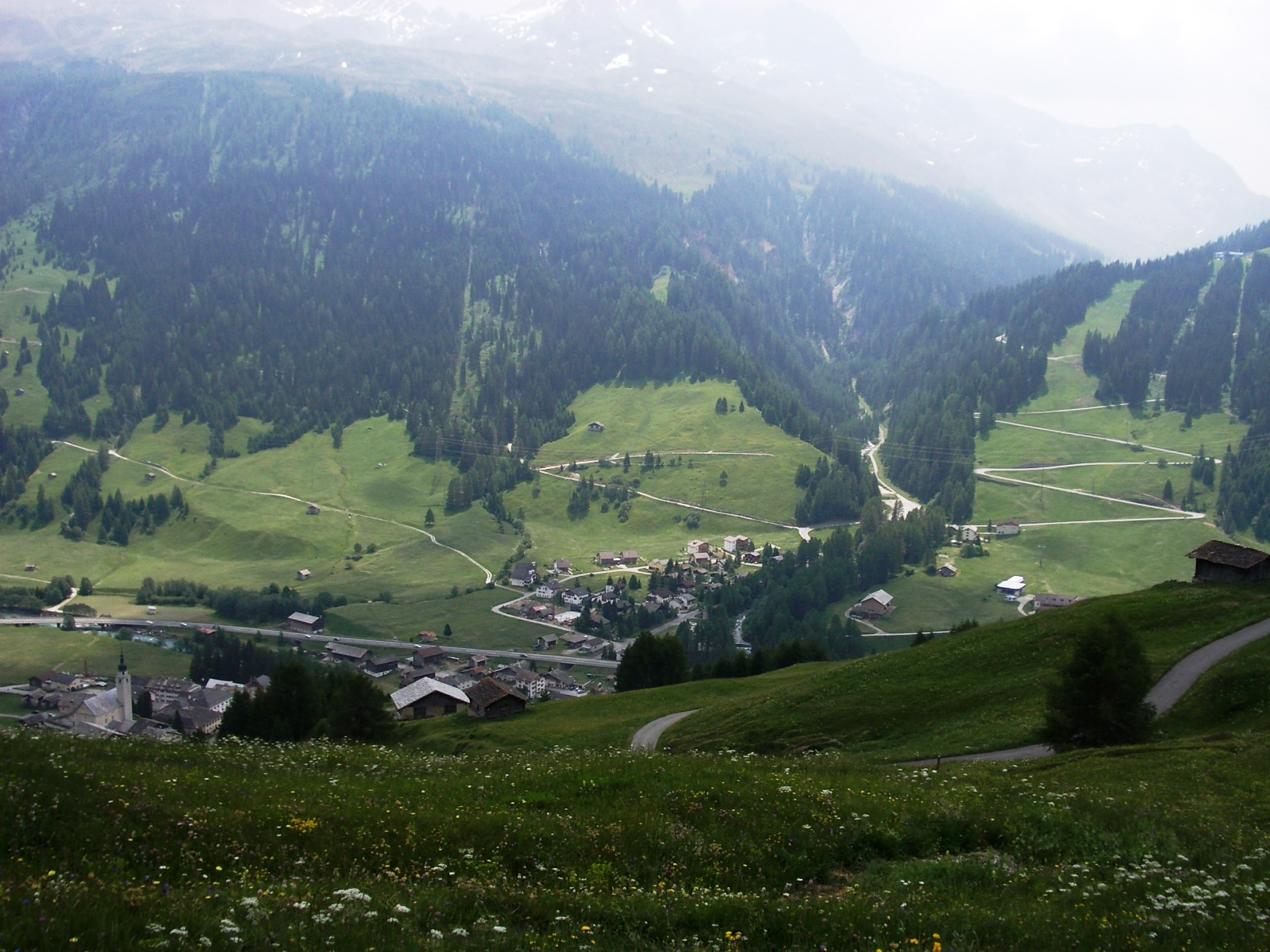
Abstieg vom Safierberg, Blick auf Splügen und Splügenpassstrasse